# Emmy do Primetime de melhor ator convidado numa série de drama
O Emmy do Primetime de melhor ator convidado numa série de drama (no original em inglês Primetime Emmy Award for Outstanding Guest Actor in a Drama Series) é uma das categorias dos Prêmios Emmy do Primetime.

## Anos 1970
- 1975 - Patrick McGoohan em Columbo
- 1976 - Gordon Jackson em Upstairs, Downstairs
- 1977 - Louis Gossett Jr. em Roots
- 1978 - Barnard Hughes em Lou Grant

## Anos 1980
- 1986 - John Lithgow em Amazing Stories
- 1989 - Joe Spano em Midnight Caller

## Anos 1990
| - 1990: Patrick McGoohan - Columbo como Oscar Finch - Peter Frechette - Thirtysomething como Peter Montefiore - William Hickey - Tales from the Crypt como Carlton Webster - Harold Gould - The Ray Bradbury Theater como Velho - Bruce Weitz - Midnight Caller como Sgt. Ed Adderly - 1991: David Opatoshu - Gabriel's Fire como Max Goldstein - Dabney Coleman - Columbo como Hugh Creighton - John Glover - L.A. Law como Dr. Paul Kohler - Peter Coyote - Road to Avonlea como Romney Penhallow - 1992: neste ano, não houve premiação para esta categoria - 1993: Laurence Fishburne - TriBeCa como Martin McHenry - Michael Jeter - Picket Fences como Peter Lebeck - Richard Kiley - Picket Fences como Hayden Langston - John Glover - Crime & Punishment como Dennis Atwood - Adam Arkin - Northern Exposure como Adam - 1994: Richard Kiley - Picket Fences como Hayden Langston - James Earl Jones - Picket Fences como Bryant Thomas - Tim Curry - Tales from the Crypt como Mãe/Pai/Irmã/Filha - Robin Williams - Homicide: Life on the Street como Robert Ellison - Dan Hedaya - NYPD Blue como Lou the Werewolf | - 1995: Paul Winfield - Picket Fences como Juiz Harold Nance - Milton Berle - Beverly Hills, 90210 como Saul Howard - Beau Bridges - The Outer Limits como Simon Kress - Vondie Curtis-Hall - ER como Rena - Alan Rosenberg - ER como Sam Gasner - 1996: Peter Boyle - The X-Files como Clyde Bruckman - Michael Jeter - Chicago Hope como Bob Ryan - Richard Pryor - Chicago Hope como Joe Springer - Rip Torn - Chicago Hope como Warren Schutt - Danny Glover - Fallen Angels como Philip Marlowe - 1997: Pruitt Taylor Vince - Murder One como Clifford Banks - William H. Macy - ER como Dr. Morgenstern - Ewan McGregor - ER como Duncan Stewart - Louis Gossett Jr. - Touched by an Angel como Anderson Walker - Alan Arkin - Chicago Hope como Zoltan Karpathein - 1998: John Larroquette - The Practice como Joey Heric - Bruce Davison - Touched by an Angel como Jake - Charles Nelson Reilly - Millennium como Jose Chung - Charles Durning - Homicide: Life on the Street como Thomas Finnegan - Vincent D'Onofrio - Homicide: Life on the Street como John Lange - 1999: Edward Herrmann - The Practice como Atty. Anderson Pearson - Tony Danza - The Practice como Tommy Silva - Charles S. Dutton - Oz como Alvah Case - John Heard - The Sopranos como Detetive Vin Makazian - Mandy Patinkin - Chicago Hope como Dr. Jeffrey Geiger |

## Anos 2000
| - 2000: James Whitmore - The Practice como Raymond Oz - Paul Dooley - The Practice como Juiz Philip Swackhein - Henry Winkler - The Practice como Henry Olson - Alan Alda - ER como Dr. Gabriel Lawrence - Kirk Douglas - Touched by an Angel como Ross Burger - 2001: Michael Emerson - The Practice como William Hinks - René Auberjonois - The Practice como Juiz Mantz - James Cromwell - ER como Bishop Lionel Stewart - Patrick Dempsey - Once and Again como Aaron Brooks - Oliver Platt - The West Wing como Oliver Babish - 2002: Charles S. Dutton - The Practice como Leonard Marshall - John Larroquette - The Practice como Joey Heric - Ron Silver - The West Wing como Bruno Gianelli - Mark Harmon - The West Wing como Simon Donovan - Tim Matheson - The West Wing como Vice-presidente John Hoynes - 2003: Charles S. Dutton - Without a Trace como Chet Collins - Don Cheadle - ER como Paul Nathan - James Cromwell - Six Feet Under como George Sibley - James Whitmore - Mister Sterling como Bill Sterling - Matthew Perry - The West Wing como Joe Quincy - Tim Matheson - The West Wing como Vice-presidente John Hoynes - 2004: William Shatner - The Practice como Denny Crane - Bob Newhart - ER como Ben Hollander - James Earl Jones - Everwood como Will Cleveland - Matthew Perry - The West Wing como Joe Quincy - Martin Landau - Without a Trace como Frank Malone | - 2005: Ray Liotta - ER como Charlie Metcalf - Red Buttons - ER como Jules "Ruby" Rubadoux - Charles Durning - NCIS como Ernie Yost - Ossie Davis - The L Word como Melvin Porter - Martin Landau - Without a Trace como Frank Malone - 2006: Christian Clemenson - Boston Legal como Jerry Espenson - Michael J. Fox - Boston Legal como Daniel Post - James Woods - ER como Dr. Nate Lennox - Henry Ian Cusick - Lost como Desmond Hume - Kyle Chandler - Grey's Anatomy como Dylan Young - 2007: John Goodman - Studio 60 on the Sunset Strip como Juiz Robert Bebe - Eli Wallach - Studio 60 on the Sunset Strip como Eli Weintraub - Christian Clemenson - Boston Legal como Jerry Espenson - David Morse - House, M.D. como Michael Tritter - Tim Daly - The Sopranos como J.T. Dolan - Forest Whitaker - ER como Curtis Ames - 2008: Glynn Turman - In Treatment como Alex Prince Jr. - Charles Durning - Rescue Me como John Gavin Sr. - Stanley Tucci - ER como Dr. Kevin Moretti - Oliver Platt - Nip/Tuck como Freddie Prune - Robin Williams - Law & Order: Special Victims Unit como Merritt Rook - Robert Morse - Mad Men como Bertram Cooper - 2009: Michael J. Fox - Rescue Me como Dwight - Ernest Borgnine - ER como Paul Manning - Ed Asner - CSI: NY como Abraham Klein - Ted Danson - Damages como Arthur Frobisher - Jimmy Smits - Dexter como Miguel Prado |

## Anos 2010
| - 2010: John Lithgow - Dexter como Arthur Mitchell - Beau Bridges - The Closer como George Andrews - Gregory Itzin - 24 como Charles Logan - Alan Cumming - The Good Wife como Eli Gold - Ted Danson - Damages como Arthur Frobisher - Robert Morse - Mad Men como Bertram Cooper - 2011: Paul McCrane - Harry's Law como Josh Peyton - Beau Bridges - Brothers & Sisters como Nicholas Brody - Jeremy Davies - Justfield como Dickie Bennett - Michael J. Fox - The Good Wife como Louis Canning - Bruce Dern - Big Love como Frank Harlow - Robert Morse - Mad Men como Bertram Cooper - 2012: Jeremy Davies - Justfield como Dickie Bennett - Ben Feldman - Mad Men como Michael Ginsberg - Mark Margolis - Breaking Bad como Hector Salamanca - Michael J. Fox - The Good Wife como Louis Canning - Dylan Baker - The Good Wife como Colin Sweeney - Jason Ritter - Parenthood como Mark Cyr - 2013: Dan Bucatinsky - Scandal como James Novak - Rupert Friend - Homeland como Peter Quinn - Nathan Lane - The Good Wife como Clark Hayden - Michael J. Fox - The Good Wife como Louis Canning - Harry Hamlin - Mad Men como Jim Cutler - Robert Morse - Mad Men como Bertram Cooper - 2014: Joe Morton - Scandal como Rowan Pope - Beau Bridges - Masters of Sex como Barton Scully - Reg E. Cathey - House of Cards como Freddy Hayes - Dylan Baker - The Good Wife como Colin Sweeney - Paul Giamatti - Downton Abbey como Harold Levinson - Robert Morse - Mad Men como Bertram Cooper | - 2015: Reg E. Cathey - House of Cards como Freddy Hayes - Beau Bridges - Masters of Sex como Barton Scully - F. Murray Abraham - Homeland como Dar Adal - Alan Alda - The Blacklist como Alan Fitch - Michael J. Fox - The Good Wife como Louis Canning - Pablo Schreiber - Orange Is the New Black como George "Pornstache" Mendez - 2016: Hank Azaria - Ray Donovan como Ed Cochran - Mahershala Ali - House of Cards como Remy Danton - Reg E. Cathey - House of Cards como Freddy Hayes - Michael J. Fox - The Good Wife como Louis Canning - Max von Sydow - Game of Thrones como Corvo de Três Olhos - Paul Sparks - House of Cards como Thomas Yates - 2017: Gerald McRaney - This Is Us como Dr. Nathan Katowski - Brian Tyree Henry - This Is Us como Ricky - Denis O'Hare - This Is Us como Jessie - Hank Azaria - Ray Donovan como Ed Cochran - Ben Mendelsohn - Bloodline como Danny Rayburn - BD Wong - Mr. Robot como Whiterose - 2018: Ron Cephas Jones - This Is Us como William Hill - Gerald McRaney - This Is Us como Dr. Nathan Katowski - F. Murray Abraham - Homeland como Dar Adal - Cameron Britton - Mindhunter como Edmund Kemper - Matthew Goode - The Crown como Antony Armstrong-Jones - Jimmi Simpson - Westworld como William - 2019: Bradley Whitford - The Handmaid's Tale como Joseph Lawrence - Ron Cephas Jones - This Is Us como William Hill - Michael Angarano - This Is Us como Nick Pearson - Michael McKean - Better Call Saul como Chuck McGill - Glynn Turman - How to Get Away with Murder como Nate Lahey Sr. - Kumail Nanjiani - The Twilight Zone como Samir Wassan |